# Miriam Rodríguez
Míriam Rodríguez Gallego (Puentedeume, La Coruña, 30 de septiembre de 1996) es una cantante, compositora, actriz y presentadora española.
Alcanzó la fama gracias a su participación en la novena edición de Operación Triunfo, en el que finalizó en tercer lugar. Tras su paso por la academia de música, inició su carrera en solitario. Su álbum debut, Cicatrices, fue publicado el 23 de diciembre de 2018, y su segundo álbum, La dirección de tu suerte, el 23 de abril de 2020.
En 2023 participó como concurante en la décima temporada de Tu cara me suena, resultando ganadora con un 35% de los votos del público.  
El 23 de febrero de 2024 publicó su tercer disco Líneas rojas.

## Biografía
Míriam es hija de Ramón Rodríguez y Marité Gallego, y tiene un hermano ocho años mayor, Efrén. Estudió bachillerato de Artes Escénicas en Ferrol y posteriormente se trasladó a Madrid para continuar sus estudios de arte dramático e interpretación.

## Carrera musical

### 2013-2016: Primeros comienzos
Empezó cantando en bodas y dando pequeños conciertos en salas y bares de Galicia. También participó en la serie de la televisión gallega Serramoura.
En 2013, con 17 años, ganó el concurso Canta Ferrol. También participó en el musical Vivan los niños y en concursos como Talentos Almeda y el Festival de la canción de Xalleira.
En 2016 publicó su primer sencillo Me cansé de esperar, que realizó junto al actor Chechu Salgado.

### 2017-2018:Operación Triunfo
Tras pasar las audiciones, en octubre de 2017 fue seleccionada para participar en la gala 0 de Operación Triunfo. El 23 de octubre de 2017, pasó a formar parte de la novena edición del concurso como concursante oficial gracias a su interpretación del tema «No te pude retener» de Vanesa Martín.
Entre sus actuaciones más destacadas dentro del programa se encuentran «Runnin'» de Naughty Boy y Beyoncé, que cantó junto a Agoney en la gala 1 del programa, «I Wanna Dance With Somebody» de Whitney Houston que interpretó en solitario en la gala 8, y «What About Us» de Pink, tema que la clasificó para la final del concurso en la gala 11.
Estuvo entre los concursantes propuestos para la expulsión de la academia en la gala 4 donde cantó «La media vuelta» de José Alfredo Jiménez, así como en las dos siguiente galas, donde cantó  «Estoy hecho pedacitos de ti» de Antonio Orozco junto con Luis Cepeda, y «Que te quería» de La Quinta Estación. En la gala 9, tampoco convenció al jurado con  «Dramas y comedias» de Fangoria. Tanto sus profesores como sus compañeros la salvaron de la nominación en todas las ocasiones.
En la gala 11, Míriam se clasificó para la final del programa con 36 puntos de un máximo de 40, situándose así en segunda posición por detrás de Amaia, que consiguió la máxima puntuación. En la final del programa celebrada el 5 de febrero, Míriam interpretó «Invisible» de Malú, canción con la que consiguió entrar en la final a tres junto a Amaia y Aitana. En la segunda vuelta, cantó «No te pude retener» de Vanesa Martín, tema con el que se estrenó en el concurso. Obtuvo un 12 % del apoyo del público, quedando así en tercera posición.
Al ser una de las finalistas de Operación Triunfo, optó a ser la representante española en el Festival de la Canción de Eurovisión celebrado en Lisboa en mayo de 2018, pero no consiguió los suficientes votos. Tras salir de la academia, Míriam se embarcó junto a sus compañeros del concurso en la gira del programa por diversas ciudades españolas. Durante la gira interpretó «Hay algo en mí», siendo la primera concursante en cantar una composición propia.
Casi tres meses después del final del programa que le dio visibilidad para el público, su primer sencillo «Hay algo en mí» formó parte de la banda sonora de la promoción de la tercera temporada de la serie de televisión Vis a vis de la cadena Fox España, en la cual haría un pequeño cameo en la cuarta temporada. En tres días, el videoclip de la canción obtuvo más de un millón de reproducciones en YouTube. Junto a Roi Méndez y Luis Cepeda, compañeros de Operación Triunfo, fue telonera de la banda Queen en el concierto del 10 de junio de 2018 en el Palau Sant Jordi de Barcelona.

### 2018-2019:Cicatricesy álbum debut
El 23 de noviembre de 2018 se publicó su primer disco, Cicatrices, compuesto íntegramente por ella misma con coautorías junto a artistas como Vega, Andrés Suárez, Georgina o Pablo López, entre otros. El álbum fue grabado en un estudio de Los Ángeles, y fue producido por Samuel Hanson y Sebastian Krys.
A finales de noviembre dio comienzo su primera gira en solitario bajo el nombre Contigo, con treinta y siete actuaciones por todo el territorio español; en algunas, se agotaron las entradas, como la del circo Price de Madrid, la del Teatro Campos de Bilbao y la del palacio de la Ópera de La Coruña.

Míriam Rodríguez en 2019.

### 2019-2020:La VozyLa dirección de tu suerte
El 9 de enero de 2019 anunció que sería la ayudante de Pablo López en el programa La voz.
El 21 de febrero de 2020 se publicó «Desperté», como primer sencillo de su segundo álbum de estudio. Asimismo, se lanzó el sencillo promocional «No sé quién soy» el 13 de marzo de 2020. El segundo sencillo oficial del disco, «No vuelvas» se publicó el 9 de julio de 2020, con el presentador y cómico Dani Martínez como protagonista junto a la cantante.
Finalmente, el álbum La dirección de tu suerte vio la luz del 3 de abril de 2020 de formato digital, debido a la pandemia del coronavirus, obteniendo el primer lugar en descargas digitales en España. El formato físico fue lanzado el 16 de octubre de 2020.
El 11 de septiembre de 2020, Míriam se conviertió en la quinta entrenadora de La voz en el regreso a la plataforma Atresplayer.
Entre el 16 y el 26 de octubre, la cantante recorrió algunas ciudades de España con las firmas de discos de La dirección de tu suerte. Algunas de estas ciudades fueron La Coruña, Sevilla, Oviedo, Málaga, Barcelona o Valencia.
En un principio, se tenía planeado que la gira de conciertos La dirección de tu suerte recorriera España en once conciertos confirmados, comenzando el 2 de mayo de 2020. Sin embargo, debido a la pandemia del coronavirus en España, la fecha de inicio de la gira fue atrasada al 30 de mayo y, más tarde, al 9 de enero de 2021. Actualmente, la gira de conciertos se encuentra cancelada a excepción de dos recintos: el 5 de marzo de 2021 en Valencia y el 30 de abril de 2021 en Barcelona, aunque no se descarta que estas fechas puedan ser también canceladas.
El 26 de noviembre de 2020 se lanza como sencillo oficial el tema «Dos extraños en la ciudad» acompañado de un videoclip en la plataforma Vevo.

### 2021-2022: Colaboraciones

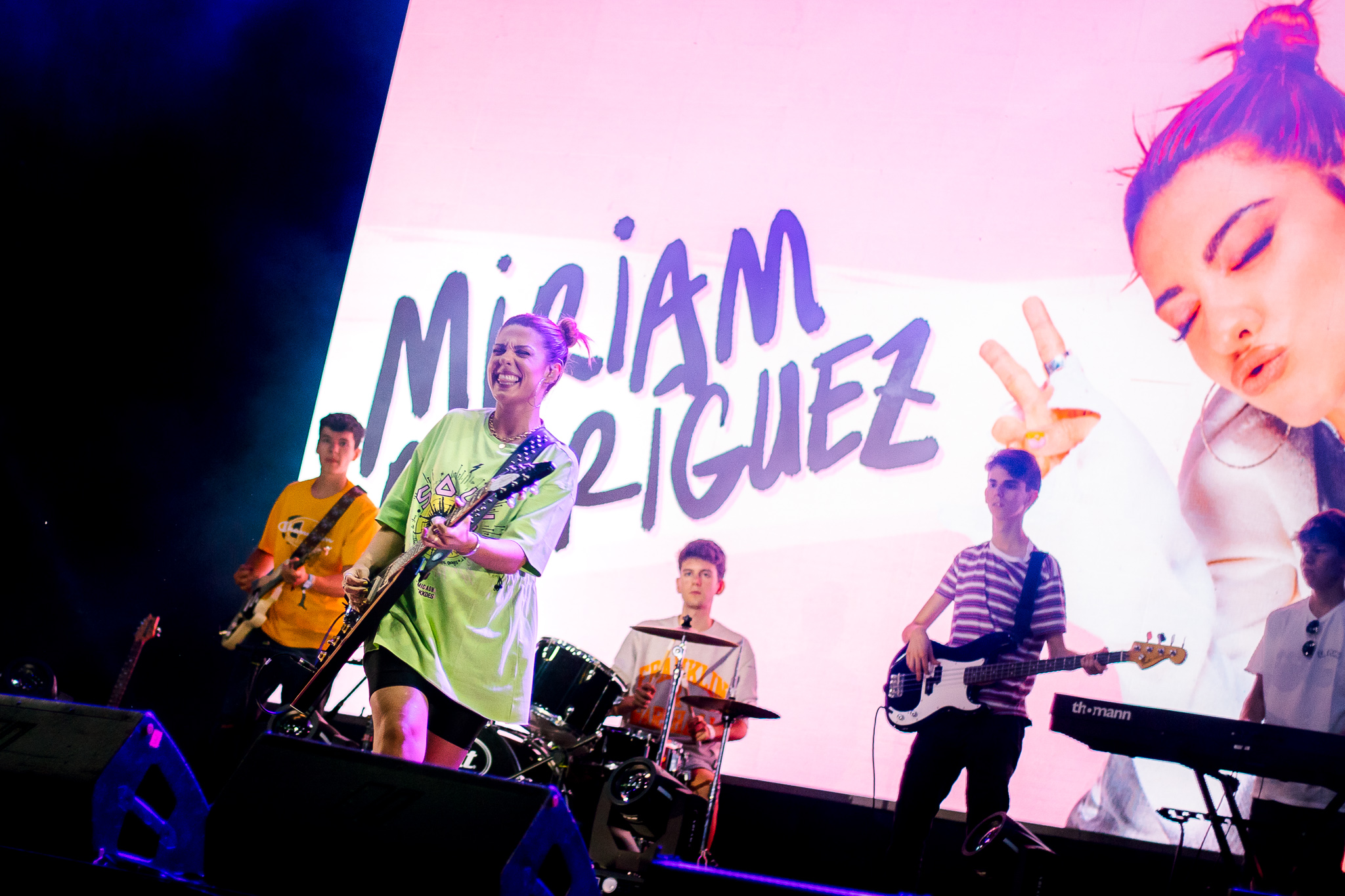
Míriam Rodríguez durante su actuación en Dial al sol, en la localidad catalana de Calafell.

Tras desprenderse de la discográfica con la que contaba, Universal Music, emprende un nuevo camino de la mano del cantante y productor asturiano Melendi, bajo su firma Blue Donkey Music.
En abril de 2021 colabora con la cantautora onubense Marta Soto en el sencillo «Podrás contar conmigo». Dicho sencillo está en el álbum de Marta Soto, Todo lo que tengo, lanzado en mayo de 2022
El 7 de octubre publica junto a Melendi, «Simplemente dilo», una delicada balada, con un videoclip en YouTube. Más de medio año después lanza «La última función», una canción completamente diferente a lo que venía publicando, con aires latinos y de reguetón. Este es un primer avance del nuevo estilo que está madurando Rodríguez y por el que ella espera seguir navegando. Durante las semanas siguientes a su estreno, la gallega gira por España gracias a Cadena Dial y su conjunto de conciertos bajo el nombre Dial al sol, en los que también participan otros artistas nacionales.
Un mes después, el 6 de julio de 2022, la selección española de fútbol cuenta con Míriam para crear «El cántico del fútbol femenino», compuesta y producida en parte por Melendi.
El 4 de noviembre presenta su nuevo sencillo «Desde que estás tú» en la gala del preespectáculo de Los 40 Music Awards junto a un videoclip exclusivamente grabado para emitirse en dicho evento.

### 2023-2024:Líneas rojas
El 12 de mayo de 2023 se publicó «Debilidad», el primer sencillo de su nuevo álbum. Más tarde el 28 de julio de 2023 se publicó «Déjame cuidarte», su segundo sencillo, y el tercero, «Línea roja» en octubre de 2023. Antes de anunciar el nombre del disco y la nueva gira, Míriam hizo una pequeña gira de salas denominada Lo que dejaste a la mitad por las ciudades de Barcelona, La Coruña, Madrid y Valencia.
En diciembre de 2023 se anuncia el nombre del álbum, Líneas rojas, y su fecha de salida, el 23 de febrero de 2024; así como la gira en salas de conciertos de este álbum en diez ciudades como La Coruña, Madrid, Zaragoza, Sevilla, Valladolid, Gijón o Alicante. Gira que se hará entre marzo y abril de 2024.
Antes de la salida del disco se lanza otro sencillo más del álbum: «Echar de menos (duele)» el 26 de enero de 2024 y como sencillo promocional se lanza «Que bien se está».
El 23 de febrero de 2024 sale a la venta el álbum Líneas rojas en los formatos digital, CD y vinilo de la mano de Meyf Records y Sony Music Spain. También se hacen firmas de discos en algunas ciudades españolas.

### 2025-presente:Conexión OT
En julio de 2025 se anunció que Miriam sería la presentadora del espacio diario Conexión OT en Prime Vídeo, ofreciend contenido exclusivo y momentos inéditos de Operación Triunfo 2025.

## Discografía

### Álbumes de estudio
- 2018: Cicatrices
- 2020: La dirección de tu suerte
- 2024: Líneas rojas

## Filmografía

### Series
| Año  | Título     | Cadena     | Rol            | Notas       |
| ---- | ---------- | ---------- | -------------- | ----------- |
| 2016 | Serramoura | TVG        | Isabel         | 2 episodios |
| 2019 | Vis a vis  | FOX España | Presa del coro | 1 episodio  |

### Programas de televisión
| Año         | Título              | Cadena      | Rol                         |
| ----------- | ------------------- | ----------- | --------------------------- |
| 2017 - 2018 | Operación Triunfo   | La 1        | Concursante (3.ª finalista) |
| 2018        | Aquí la tierra      | La 1        | Invitada                    |
| 2018        | Land Rober          | TVG         | Invitada                    |
| 2019        | La voz 6            | Antena 3    | Asesora de Pablo López      |
| 2020        | La voz 7            | Antena 3    | Entrenadora en línea        |
| 2020        | Land Rober          | TVG         | Invitada                    |
| 2021        | El concurso del año | Cuatro      | Concursante                 |
| 2021        | La voz 8            | Antena 3    | Entrenadora en línea        |
| 2023        | Tu cara me suena 10 | Antena 3    | Concursante (Ganadora)      |
| 2023        | Martínez y Hermanos | #0 Movistar | Invitada                    |
| 2023        | Land Rober          | TVG         | Invitada                    |
| 2023        | La voz 10           | Antena 3    | Entrenadora en línea        |
| 2024        | Operación Triunfo   | Prime Video | Jurado invitada             |
| 2025        | Conexión OT         | Prime Video | Presentadora                |

## Premios y nominaciones
- 2018 - Premio 'Girl Gang' en los Cosmo Awards (con Aitana, Amaia y Ana Guerra).[38]
- 2019 - Premio Cadena Dial.[39]